# Juan G. Cabral
General Juan González Cabral fue un militar y político mexicano que participó durante la Revolución mexicana.

## Inicios y Maderismo
Nació en Minas Prietas municipio de La Colorada Sonora, el 3 de abril de 1883. Su padre, Juan Cabral, era de origen portugués y su madre Eulalia González de San Marcial municipio de Guaymas, principal impulsora de la formación liberal, revolucionaria y militar de su hijo. Realizó sus estudios primarios en su lugar natal, pero luego ingresó al Colegio de Sonora y después a la Universidad de Arizona, en Estados Unidos. Fue empleado minero en el periodo de apogeo de "La Colorada", y más tarde se trasladó a Cananea atraído por la fama y facilidad de trabajo. Participó en la Huelga de 1906, relacionándose con los futuros revolucionarios como Manuel M. Diéguez, Esteban Baca Calderón y Juan José Ríos. Fue uno de los primeros Sonorenses en empuñar las armas contra Porfirio Díaz. Participó en el Ataque de Cananea, que fracasó a pesar de haber contado con gentes como Salvador Alvarado, Isidro Ayala y Pedro T. Bracamontes. En enero de 1911 sólo contaba con diesiseís hombres, medianamente armados, operando cerca de Agua Prieta. Luego de reclutar adeptos logró tomar las poblaciones de Frontera y Bacuachi. En mayo, ya al mando de 400 hombres ocupó Cananea y Naco, por lo que Francisco I. Madero lo ascendió a Coronel de Caballería. Fue comandante de las fuerzas rurales Sonora desde julio de 1911 hasta febrero de 1912, en que fue nombrado comandante de la Tercera Zona de la Gendarmería Fiscal. También se destacó en la lucha contra los Orozquistas.

## Constitucionalismo
En febrero de 1913 se aprestó a la lucha contra Victoriano Huerta. El Gobernador Pesqueira nombró a Cabral Jefe de Operaciones militares en el Norte de Sonora; como tal colaboró con Álvaro Obregón en las tomas de Nogales, Cananea y Naco. Poco tiempo después fungió como Jefe del departamento de Guerra de su estado. Sus ideales liberales se hicieron patentes cuando en junio de 1913 presentó una iniciativa al gobierno de Sonora en la que proponía la medición y reparto de los terrenos nacionales del estado, limitar los latifundios, fraccionar y repartir los ejidos y hacer una mejor distribución de las aguas. Bajo el Mando de Álvaro Obregón jefaturó una columna del Ejército del Noroeste, integrada por los Batallones 8o. y 9o. de Sonora y el Ejército "Fieles de Huiriles". Con ella avanzó desde Nogales hasta la Ciudad de México, y cuando las fuerzas constitucionalistas ocuparon la Capital el 20 de agosto de 1914 fue nombrado comandante militar de la plaza hasta que se dirigió a Colima a ocupar la plaza y nombrarse Gobernador. Venustiano Carranza lo nombró Gobernador y comandante militar de Sonora, en septiembre de 1914, como elemento conciliador entre José María Maytorena y Plutarco Elías Calles. Cabral partió a la Ciudad de México al mando de 200 hombres y a su paso por Chihuahua se entrevistó con Francisco Villa. Debido al rompimiento de Villa con Venustiano Carranza, no logró tomar posesión del cargo. Asistió a la Convención de Aguascalientes en donde fue candidato a la presidencia de México interina frente a Eulalio Gutiérrez Ortiz, al que luego serviría en algunas comisiones. Cuando Gutiérrez abandonó México, Cabral partió a los Estados Unidos. Aunque participó en algunos movimientos anticarrancistas hacia 1918 y 1919, en son de paz regresó al país en agosto de 1923. Su carrera política tomó entonces rumbos diplomáticos. Fue nombrado visitador de consulados y enviado extraordinario y ministro plenipotenciario de México en Panamá, Perú y Ecuador. Ocupó la Jefatura del Departamento del Distrito Federal en 1932 y la Subsecretaría de Gobernación dos años más tarde. Tuvo además diversas comisiones militares entre ellas comandante de la 4a. Zona Militar.

## Muerte
En 1936, un grupo formado por José Ugalde, Juan Sánchez Azcona, José Inés Novelo, Félix F. Palavicini y Tito Ferrer solicitó al Presidente Lázaro Cárdenas del Río el Grado de General Divisionario para Juan G. Cabral, antes de morir logró dicho ascenso y fue honrado con la condecoración a la Perseverancia. De allí a su muerte, ocurrida en octubre de 1946.